# جیمز مان
جیمز مان (انگلیسی: James Man; ۱ ژانویهٔ ۱۷۵۵ – ۱ ژانویهٔ ۱۸۲۳) کارآفرین اهل پادشاهی بریتانیای کبیر بود، که در سال ۱۷۸۳ گروه مان را تأسیس کرد.